# E-Prix de Puebla de 2021
El e-Prix de Puebla de 2021 fue una carrera doble de monoplazas eléctricos del Campeonato Mundial de Fórmula E de la FIA, prevista para disputarse los días 19 y 20 de junio de 2021 en el Autódromo Miguel E. Abed del municipio de Amozoc, ubicado a 18 kilómetros al oriente de la ciudad de Puebla, México. Fue el reemplazo del e-Prix de Ciudad de México 2021, debido a que el Autódromo Hermanos Rodríguez se estuvo utilizando como hospital temporal para atender a pacientes con COVID-19 en esos momentos. El piloto sueco Joel Eriksson, reemplazo a Nico Müller, debido a sus compromisos con el DTM. En la carrera 1 ganó Lucas di Grassi, seguido por René Rast y Edoardo Mortara, mientras que en la carrera 2 ganó Edoardo Mortara, seguido por Nick Cassidy y Oliver Rowland.

## Carrera 1

### Entrenamientos Libres

#### Libres 1

##### Resultados[4]
| Pos. | N.º | Piloto                 | Escudería                        | Mejor Tiempo |
| ---- | --- | ---------------------- | -------------------------------- | ------------ |
| 1    | 22  | Oliver Rowland         | Nissan e.dams                    | 1:24.314     |
| 2    | 99  | Pascal Wehrlein        | TAG Heuer Porsche Formula E Team | 1:24.400     |
| 3    | 13  | António Félix da Costa | DS Techeetah                     | 1:24.734     |
| 4    | 48  | Edoardo Mortara        | ROKIT Venturi Racing             | 1:24.859     |
| 5    | 27  | Jake Dennis            | BMW i Andretti Motorsport        | 1:24.920     |

#### Libres 2

##### Resultados[4]
| Pos. | N.º | Piloto                 | Escudería            | Mejor Tiempo |
| ---- | --- | ---------------------- | -------------------- | ------------ |
| 1    | 22  | Oliver Rowland         | Nissan e.dams        | 1:22.861     |
| 2    | 13  | António Félix da Costa | DS Techeetah         | 1:23.129     |
| 3    | 25  | Jean-Éric Vergne       | DS Techeetah         | 1:23.299     |
| 4    | 94  | Alex Lynn              | Mahindra Racing      | 1:23.465     |
| 5    | 48  | Edoardo Mortara        | ROKIT Venturi Racing | 1:23.513     |

### Clasificación

##### Resultados[5][5]
| Pos. | N.º | Piloto                 | Escudería                        | GS       | SP       | Parrilla |
| ---- | --- | ---------------------- | -------------------------------- | -------- | -------- | -------- |
| 1    | 99  | Pascal Wehrlein        | TAG Heuer Porsche Formula E Team | 1.23.505 | 1:23.780 | 1        |
| 2    | 22  | Oliver Rowland         | Nissan e.dams                    | 1:23.808 | 1:23.838 | 2        |
| 3    | 27  | Jake Dennis            | BMW i Andretti Motorsport        | 1:23.886 | 1:23.879 | 3        |
| 4    | 25  | Jean-Éric Vergne       | DS Techeetah                     | 1:23.996 | 1:24.282 | 4        |
| 5    | 28  | Maximilian Günther     | BMW i Andretti Motorsport        | 1:24.072 | 1:25.095 | 5        |
| 6    | 48  | Edoardo Mortara        | ROKIT Venturi Racing             | 1:24.286 | 1:27.217 | 6        |
| 7    | 29  | Alexander Sims         | Mahindra Racing                  | 1:24.425 |          | 7        |
| 8    | 11  | Lucas di Grassi        | Audi Sport ABT Schaeffler        | 1:24.489 |          | 8        |
| 9    | 7   | Sérgio Sette Câmara    | Dragon/Penske Autosport          | 1:24.706 |          | 9        |
| 10   | 33  | René Rast              | Audi Sport ABT Schaeffler        | 1:24.818 |          | 10       |
| 11   | 36  | André Lotterer         | TAG Heuer Porsche Formula E Team | 1.24.832 |          | 11       |
| 12   | 13  | António Félix da Costa | DS Techeetah                     | 1.24.881 |          | 12       |
| 13   | 20  | Mitch Evans            | Jaguar Racing                    | 1:24.934 |          | 13       |
| 14   | 6   | Joel Eriksson          | Dragon/Penske Autosport          | 1:24.992 |          | 14       |
| 15   | 37  | Nick Cassidy           | Envision Virgin Racing           | 1:25.352 |          | 15       |
| 16   | 17  | Nyck de Vries          | Mercedes EQ Formula E Team       | 1:25.387 |          | 16       |
| 17   | 8   | Oliver Turvey          | NIO 333 Formula E Team           | 1:25.404 |          | 17       |
| 18   | 94  | Alex Lynn              | Mahindra Racing                  | 1:25.593 |          | 18       |
| 19   | 71  | Norman Nato            | ROKIT Venturi Racing             | 1:25.730 |          | 19       |
| 20   | 10  | Sam Bird               | Jaguar Racing                    | 1:25.788 |          | 20       |
| 21   | 23  | Sébastien Buemi        | Nissan e.dams                    | 1:25.809 |          | 21       |
| 22   | 4   | Robin Frijns           | Envision Virgin Racing           | 1:26.146 |          | 22       |
| 23   | 5   | Stoffel Vandoorne      | Mercedes EQ Formula E Team       | 1:26.413 |          | 23       |
| 24   | 88  | Tom Blomqvist          | NIO 333 Formula E Team           | 1:30.568 |          | 24       |

### Carrera 1

##### Resultados[6]
| Pos. | N.º | Piloto                 | Escudería                        | Vueltas | Tiempo/Retirado | Parrilla | Puntos |
| ---- | --- | ---------------------- | -------------------------------- | ------- | --------------- | -------- | ------ |
| 1    | 11  | Lucas di Grassi        | Audi Sport ABT Schaeffler        | 28      | 47:40.772       | 8        | 25     |
| 2    | 33  | René Rast              | Audi Sport ABT Schaeffler        | 28      | +0.497          | 10       | 18+1   |
| 3    | 48  | Edoardo Mortara        | ROKIT Venturi Racing             | 28      | +2.774          | 6        | 15     |
| 4    | 29  | Alexander Sims         | Mahindra Racing                  | 28      | +10.443         | 7        | 12     |
| 5    | 27  | Jake Dennis            | BMW i Andretti Motorsport        | 28      | +11.473         | 3        | 10     |
| 6    | 13  | António Félix da Costa | DS Techeetah                     | 28      | +11.624         | 13       | 8      |
| 7    | 5   | Stoffel Vandoorne      | Mercedes EQ Formula E Team       | 28      | +12.022         | 23       | 6      |
| 8    | 20  | Mitch Evans            | Jaguar Racing                    | 28      | +12.351         | 13       | 4      |
| 9    | 17  | Nyck de Vries          | Mercedes EQ Formula E Team       | 28      | +12.936         | 16       | 2      |
| 10   | 94  | Alex Lynn              | Mahindra Racing                  | 28      | +13.154         | 18       | 1      |
| 11   | 8   | Oliver Turvey          | NIO 333 Formula E Team           | 28      | +14.548         | 17       |        |
| 12   | 28  | Maximilian Günther     | BMW i Andretti Motorsport        | 28      | +15.257         | 5        |        |
| 13   | 88  | Tom Blomqvist          | NIO 333 Formula E Team           | 28      | +15.442         | 24       |        |
| 14   | 71  | Norman Nato            | ROKIT Venturi Racing             | 28      | +15.756         | 19       |        |
| 15   | 7   | Sérgio Sette Câmara    | Dragon/Penske Autosport          | 28      | +16.971         | 9        |        |
| 16   | 23  | Sébastien Buemi        | Nissan e.dams                    | 28      | +17.127         | 21       |        |
| 17   | 4   | Robin Frijns           | Envision Virgin Racing           | 28      | +17.942         | 22       |        |
| 18   | 6   | Joel Eriksson          | Dragon/Penske Autosport          | 28      | +18.285         | 14       |        |
| DSQ  | 99  | Pascal Wehrlein        | TAG Heuer Porsche Formula E Team | 28      | Descalificado   | 1        | 0+4    |
| DSQ  | 36  | André Lotterer         | TAG Heuer Porsche Formula E Team | 28      | Descalificado   | 11       |        |
| Ret  | 22  | Oliver Rowland         | Nissan e.dams                    | 24      | Eléctricos      | 2        |        |
| Ret  | 10  | Sam Bird               | Jaguar Racing                    | 15      | Accidente       | 20       |        |
| Ret  | 25  | Jean-Éric Vergne       | DS Techeetah                     | 11      | Accidente       | 4        |        |
| Ret  | 37  | Nick Cassidy           | Envision Virgin Racing           | 0       | Accidente       | 15       |        |

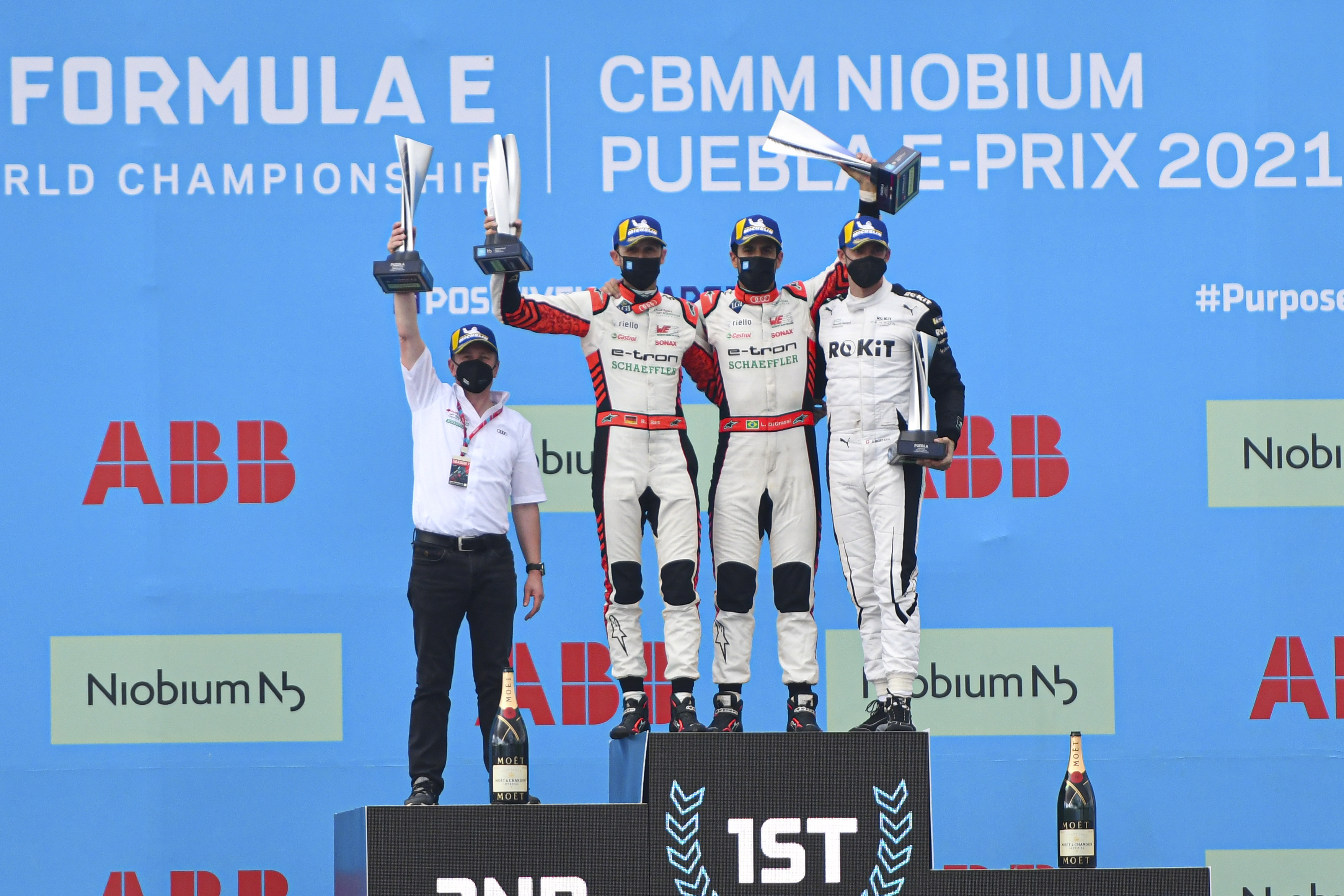
Lucas di Grassi en el podio del Puebla e-Prix.

- Los 2 coches del equipo TAG Heuer Porsche, fueron descalificados por razones técnicas, por ende Pascal Wehrlein, quien cruzó la meta primero, perdió la victoria ante Lucas di Grassi.

## Carrera 2

### Entrenamientos Libres

#### Libres 3

##### Resultados[7]
| Pos. | N.º | Piloto           | Escudería                  | Mejor Tiempo |
| ---- | --- | ---------------- | -------------------------- | ------------ |
| 1    | 17  | Nyck de Vries    | Mercedes EQ Formula E Team | 1:21.492     |
| 2    | 25  | Jean-Éric Vergne | DS Techeetah               | 1:21.633     |
| 3    | 22  | Oliver Rowland   | Nissan e.dams              | 1:21.870     |
| 4    | 37  | Nick Cassidy     | Envision Virgin Racing     | 1:21.964     |
| 5    | 20  | Mitch Evans      | Jaguar Racing              | 1:22.008     |

### Clasificación

##### Resultados[7][7]
| Pos. | N.º | Piloto                 | Escudería                        | GS         | SP       | Parrilla |
| ---- | --- | ---------------------- | -------------------------------- | ---------- | -------- | -------- |
| 1    | 22  | Oliver Rowland         | Nissan e.dams                    | 1.23.052   | 1:23.579 | 1        |
| 2    | 99  | Pascal Wehrlein        | TAG Heuer Porsche Formula E Team | 1:23.227   | 1:23.771 | 2        |
| 3    | 94  | Alex Lynn              | Mahindra Racing                  | 1:23.212   | 1:23.823 | 6        |
| 4    | 48  | Edoardo Mortara        | ROKIT Venturi Racing             | 1:23.235   | 1:23.886 | 3        |
| 5    | 25  | Jean-Éric Vergne       | DS Techeetah                     | 1:23.204   | 1:23.950 | 4        |
| 6    | 27  | Jake Dennis            | BMW i Andretti Motorsport        | 1.22.816   | 1:24.154 | 5        |
| 7    | 23  | Sébastien Buemi        | Nissan e.dams                    | 1:23.455   |          | 7        |
| 8    | 37  | Nick Cassidy           | Envision Virgin Racing           | 1:23.499   |          | 8        |
| 9    | 88  | Tom Blomqvist          | NIO 333 Formula E Team           | 1:23.583   |          | 9        |
| 10   | 36  | André Lotterer         | TAG Heuer Porsche Formula E Team | 1:23.636   |          | 10       |
| 11   | 28  | Maximilian Günther     | BMW i Andretti Motorsport        | 1.23.640   |          | 11       |
| 12   | 71  | Norman Nato            | ROKIT Venturi Racing             | 1.23.789   |          | 12       |
| 13   | 11  | Lucas di Grassi        | Audi Sport ABT Schaeffler        | 1:23.984   |          | 13       |
| 14   | 29  | Alexander Sims         | Mahindra Racing                  | 1:24.179   |          | 14       |
| 15   | 10  | Sam Bird               | Jaguar Racing                    | 1:24.292   |          | 15       |
| 16   | 7   | Sérgio Sette Câmara    | Dragon/Penske Autosport          | 1:24.445   |          | 16       |
| 17   | 5   | Stoffel Vandoorne      | Mercedes EQ Formula E Team       | 1:24.736   |          | 17       |
| 18   | 20  | Mitch Evans            | Jaguar Racing                    | 1:24.756   |          | 18       |
| 19   | 17  | Nyck de Vries          | Mercedes EQ Formula E Team       | 1:24.811   |          | 19       |
| 20   | 8   | Oliver Turvey          | NIO 333 Formula E Team           | 1:24.840   |          | 20       |
| 21   | 4   | Robin Frijns           | Envision Virgin Racing           | 1:24.907   |          | 21       |
| 22   | 13  | António Félix da Costa | DS Techeetah                     | 1:24.911   |          | 22       |
| 23   | 6   | Joel Eriksson          | Dragon/Penske Autosport          | 1:25.203   |          | 23       |
| 24   | 33  | René Rast              | Audi Sport ABT Schaeffler        | Sin tiempo |          | 24       |

- Alex Lynn fue sancionado con 3 puestos de parrilla por una infracción técnica.

### Carrera 2

##### Resultados[8]
| Pos. | N.º | Piloto                 | Escudería                        | Vueltas | Tiempo/Retirado | Parrilla | Puntos |
| ---- | --- | ---------------------- | -------------------------------- | ------- | --------------- | -------- | ------ |
| 1    | 48  | Edoardo Mortara        | ROKIT Venturi Racing             | 32      | 46:41.685       | 4        | 25     |
| 2    | 37  | Nick Cassidy           | Envision Virgin Racing           | 32      | +4.169          | 8        | 18     |
| 3    | 22  | Oliver Rowland         | Nissan e.dams                    | 32      | +6.912          | 1        | 15+3   |
| 4    | 99  | Pascal Wehrlein        | TAG Heuer Porsche Formula E Team | 32      | +7.296          | 2        | 12     |
| 5    | 27  | Jake Dennis            | BMW i Andretti Motorsport        | 32      | +9.986          | 6        | 10+1   |
| 6    | 94  | Alex Lynn              | Mahindra Racing                  | 32      | +10.630         | 3        | 8      |
| 7    | 28  | Maximilian Günther     | BMW i Andretti Motorsport        | 32      | +10.968         | 11       | 6      |
| 8    | 25  | Jean-Éric Vergne       | DS Techeetah                     | 32      | +21.111         | 5        | 4      |
| 9    | 20  | Mitch Evans            | Jaguar Racing                    | 32      | +21.261         | 18       | 2      |
| 10   | 33  | René Rast              | Audi Sport ABT Schaeffler        | 32      | +21.896         | 24       | 1+1    |
| 11   | 4   | Robin Frijns           | Envision Virgin Racing           | 32      | +22.216         | 21       |        |
| 12   | 10  | Sam Bird               | Jaguar Racing                    | 32      | +27.945         | 15       |        |
| 13   | 5   | Stoffel Vandoorne      | Mercedes EQ Formula E Team       | 32      | +28.578         | 17       |        |
| 14   | 23  | Sébastien Buemi        | Nissan e.dams                    | 32      | +35.720         | 7        |        |
| 15   | 6   | Joel Eriksson          | Dragon/Penske Autosport          | 32      | +41.027         | 23       |        |
| 16   | 7   | Sérgio Sette Câmara    | Dragon/Penske Autosport          | 32      | +41.029         | 16       |        |
| 17   | 36  | André Lotterer         | TAG Heuer Porsche Formula E Team | 32      | +46.250         | 10       |        |
| 18   | 11  | Lucas di Grassi        | Audi Sport ABT Schaeffler        | 32      | +1:26.473       | 13       |        |
| Ret  | 88  | Tom Blomqvist          | NIO 333 Formula E Team           | 29      | Accidente       | 9        |        |
| Ret  | 13  | António Félix da Costa | DS Techeetah                     | 25      | Accidente       | 22       |        |
| Ret  | 29  | Alexander Sims         | Mahindra Racing                  | 21      | Accidente       | 14       |        |
| Ret  | 8   | Oliver Turvey          | NIO 333 Formula E Team           | 16      | Accidente       | 20       |        |
| Ret  | 71  | Norman Nato            | ROKIT Venturi Racing             | 12      | Accidente       | 12       |        |
| Ret  | 17  | Nyck de Vries          | Mercedes EQ Formula E Team       | 8       | Pinchazo        | 19       |        |

- Pascal Wehrlein fue sancionado con 2 segundos, por un mal uso del fanboost.

## Clasificaciones tras la ronda
| Pos. | Piloto                 | Puntos | Cambios       |
| ---- | ---------------------- | ------ | ------------- |
| 1    | Edoardo Mortara        | 72     | Crecimiento   |
| 2    | Robin Frijns           | 62     | Decrecimiento |
| 3    | António Félix da Costa | 60     | Crecimiento   |
| 4    | René Rast              | 60     | Crecimiento   |
| 5    | Mitch Evans            | 60     | Decrecimiento |

| Pos. | Equipo                                   | Puntos | Cambios       |
| ---- | ---------------------------------------- | ------ | ------------- |
| 1    | Mercedes-EQ Formula E Team               | 113    | Sin cambios   |
| 2    | DS Techeetah                             | 110    | Crecimiento   |
| 3    | Jaguar Racing                            | 109    | Decrecimiento |
| 4    | Audi Sport ABT Schaeffler Formula E Team | 99     | Crecimiento   |
| 5    | Envision Virgin Racing                   | 99     | Decrecimiento |